# Національно-культурні товариства
Національно-культурні товариства в Україні — громадські добровільні об'єднання, що створюються й діють для реалізації культурно-освітніх, мовних, релігійних, інформаційних та інших соціальних потреб представників етнонаціональних спільнот України. Створення й діяльність товариств пов'язані зі становленням громадянського суспільства, з розвитком різноманітних форм громадської самодіяльності.
За результатами перепису населення 2001, в Україні поряд з українцями, які становлять етнічну більшість, проживають представники понад 130 етносів. В умовах демократичних перетворень з весни 1989 почали створюватися перші національно-культурні товариства в Україні. Національно-культурна діяльність активізувалася з проголошенням незалежності України 1991. Саме з того часу в умовах якісно нової етнонаціональної політики створювалися керівні органи національно-культурних товариств як різновиду громадських об'єднань етнонаціональних спільнот України, опрацьовувалися їхні статути, положення, програми тощо. Слід зазначити, що документи національно-культурних товариств зазвичай декларують право бути їхніми членами для всіх бажаючих, незалежно від етнічної приналежності та віку. Окремими статутами національно-культурних товариств передбачається членство громадян іноземних країн, які проживають в Україні тимчасово, а також — юридичних осіб (колективних членів). Деякі національно-культурні товариства засновують спеціальні фонди для проведення різноманітних культурних і доброчинних заходів, підтримки власних періодичних та літературних видань. Легітимізацію національно-культурних товариств в Україні здійснюють відповідні органи юстиції. Уже на кінець 1991 було зареєстровано близько 150 національно-культурних товариств. Потреби їх функціонування обумовили здійснення комплексу організаційно-правових заходів з підготовки відповідних нормативно-правових актів та офіційну підтримку з боку влади.
Базовий у цій сфері Закон України Про національні меншини в Україні (1992) визначив правові засади державної політики стосовно міжнаціональних відносин та прав національних меншин України в задоволенні соціальних потреб, відродженні, збереженні і розвитку культур, мов і традицій. Конституція України 1996 закріпила цю правову норму. У статті 11 йдеться про те, що «…держава сприяє розвиткові етнічної, культурної, мовної та релігійної самобутності всіх корінних народів і національних меншин України».
Національно-культурні товариства в Україні створили азербайджанці, ассирійці, албанці, болгари, башкири, білоруси, буряти, вірмени, греки, грузини, гагаузи, дагестанці, естонці, євреї, інгуші, казахи, караїми, комі-перм'яки, корейці, кримські татари, курди, киргизи, кримчаки, литовці, молдовани, німці, осетини, поляки, роми (цигани), росіяни, румуни, словаки, татари, турки-месхетинці, угорці, узбеки, чехи, чеченці.
Простежується чітка тенденція до збільшення мережі національно-культурних товариств в Україні. На 1 січня 1999 їх було зареєстровано 306, у тому числі 21 із всеукраїнським статусом, станом на 1 січня 2012 — відповідно 1458, із них 44 — всеукраїнські.
Національно-культурні товариства із всеукраїнським статусом — це об'єднання, діяльність яких поширюється на територію України або більшості її областей, вони мають відділення. Місцевими національно-культурними товариствами є об'єднання, сфера впливу яких розповсюджується на територію відповідної адміністративно-територіальної одиниці або кількох із них. Національно-культурні товариства функціонують у відповідності зі своїми статутами й користуються правами юридичних осіб. Інтереси національно-культурних товариств у громадсько-політичній структурі українського суспільства представляє Рада національних товариств України, а до 2010 також представляла Дорадча рада представників громадських об'єднань національних меншин при Державному комітеті України у справах національностей та міграції (була створена 1996 і функціонувала до ліквідації зазначеного комітету 2010).
Із поч. 21 ст. до роботи в національно-культурних товариствах залучалися понад 300 тис. осіб. Серед національно-культурних товариств бл. 100 представляють інтереси громадян України — етнічних росіян, понад 150 — євреїв, бл. 120 — поляків, понад 100 — греків, 88 — ромів (циган), 85 — німців, 41 — болгар, 35 — вірмен, 34 — азербайджанців, 19 — угорців, 18 — білорусів, 15 — корейців, 14 — румунів, 13 — татар, 10 — молдован, по 9 — караїмів і литовців, 5 — словаків. Інші етноси України представляли по 3 і менше національно-культурних товариств різного статусу.
Національно-культурні товариства за формою досить різноманітні, серед них найпоширеніші асоціації, спілки, федерації, ради, культурні центри, земляцтва, громадські клуби. Зокрема, у столиці України — м. Київ — діють Всеукраїнське російське національно-культурне товариство «Русь», просвітницьке національно-культурне товариство «Русское собрание», Республіканський культурний центр тюркомовних народів України, 5 товариств єврейської культури України із всеукраїнським статусом, Київська асоціація корейців, Київське товариство дагестанського земляцтва та ін. Діяльність національно-культурних товариств спрямована на розвиток толерантних міжетнічних відносин, відродження й розвиток національних культур, задоволення духовних запитів поліетнічного населення держави. Національно-культурні товариства беруть участь у проведенні громадських культурних заходів, створюють національні будинки і палаци культури, дискусійні клуби, здійснюють книговидавничу діяльність, випускають газети, журнали та ін. періодичні видання, сприяють пошукові й збереженню національних культурно-історичних цінностей, встановлюють зв'язки і здійснюють співробітництво з державними та громадськими організаціями України і зарубіжних держав, передусім — своїх етнічних Батьківщин.
Матеріальні засоби громадських об'єднань національних меншин формуються із членських внесків, добровільних пожертвувань, надходжень від проведення у відповідності зі статутами культурно-масових заходів, прибутків від господарсько-виробничої діяльності, інших, не заборонених законом, джерел.
Кошти з державного бюджету на підтримку культурно-просвітницької діяльності національно-культурних товариств виділяються відповідно до порядків використання бюджетних коштів, які затверджуються постановами КМ України.
Досвід роботи національно-культурних товариств України свідчить, що українська держава створює належні умови для захисту етнічної, культурної та мовної самобутності національних меншин. Це є одним із важливих чинників соціально-політичної стабільності в суспільстві.